# Verwaltungsgerichtshof Brandenburg
Der Verwaltungsgerichtshof Brandenburg war das einzige Verwaltungsgericht des Landes Brandenburg in der SBZ und DDR.
Nach dem Zweiten Weltkrieg hatte der Alliierte Kontrollrat für Deutschland im Oktober 1946 mit dem Kontrollratsgesetz 36 die Abschaffung der Verwaltungsgerichtsbarkeit durch die Nationalsozialisten aufgehoben. Während in den Westzonen Verwaltungsgerichte aufgebaut wurden, war dieser Prozess in der SBZ (außer in Thüringen) nur sehr langsam angelaufen. Der Grund hierfür war, dass die SED nicht nur die Gewaltentrennung ablehnte, sondern auch der Vorstellung einer unabhängigen Kontrolle des Verwaltungshandelns in einer sozialistischen Gesellschaft nichts abgewinnen konnten. Die Verfassung für die Mark Brandenburg vom 6. Februar 1947 bestimmte in Artikel 43 "Dem Schutze gegen Anordnungen und Verfügungen der Verwaltung dienen Verwaltungsgerichte."
Im Hinblick auf die interalliierte Übereinkunft drängte die SMAD jedoch zu einer Umsetzung des Verfassungsauftrags zur Einrichtung von Verwaltungsgerichten und ordnete mit Befehl Nr. 173 die Eröffnung zum 1. Oktober 1947 an. Die SED legte nun einen Entwurf eines Gesetzes im Landtag vor. Für die SED war wichtig, dass der Verwaltungsgerichtshof organisatorisch dem SED-geführten Innenministerium (Minister war Bernhard Bechler) und nicht dem Justizministerium unter Ernst Stargardt (CDU) zugeordnet wurde. Vor allem aber lehnte die SED eine Generalklausel ab, nach der alle Verwaltungsvorgänge der Kontrolle des Gerichtes unterliegen sollten und ließ nur eine enummerative Aufzählung konkreter Vorgänge zu. Weitere Konflikte entstanden bei der Besetzung des Gerichtspräsidenten. Nachdem die SED sowohl den Gerichtspräsidenten des Oberlandesgerichtes als auch den Generalstaatsanwalt stellte, forderten sowohl CDU als auch LDP die Berücksichtigung eigener Kandidaten. Die CDU schlugen den Richter am Oberlandesgericht, Franz Krause, der CDU-Mitglied war, hierfür vor. Die SED war jedoch nicht bereit, einen Nicht-SED-Kandidaten mitzutragen. Als Kompromiss wurde Walter Beckmann vorgeschlagen, der im Rahmen der Zwangsvereinigung aus der SPD kommend Mitglied der SED geworden war und der allgemeines Ansehen genoss. Da der von der SMAD gesetzte Termin überschritten war, ernannte Bechler ohne die verfassungsmäßige Mitwirkung des Landtags den Präsidenten des Oberlandesgerichtes Brandenburg, Fritz Löwenthal als Präsidenten des Verwaltungsgerichtshof sowie Beckmann und Krause als Richter ein. Daneben wurden 15 Laienrichter berufen (von den 6 CDU bzw. LDP angehörten). Am 1. Dezember 1947 fand in dieser Besetzung die Eröffnung des Gerichtes statt. Sowohl Bechler als auch Löwenthal machten in ihren Reden deutlich, dass der Verwaltungsgerichtshof nur sehr begrenzt in das Verwaltungshandeln eingreifen würde.
Nachdem vollendete Fakten geschaffen worden waren, forderten CDU und LDP, bei der Besetzung eines Direktorenpostens einer zu bildenden zweiten Kammer zum Zuge zu kommen. Daraufhin wurde auf die Bildung einer zweiten Kammer verzichtet. Rein aufgrund der Fallzahlen war diese Aussage richtig. Viele Klagen von Bürgern gegen Verwaltungsakte wurden von der Regierung oder vom Gericht nicht zugelassen. Der Verwaltungsgerichtshof beschäftigte sich lediglich mit einigen Auseinandersetzungen zwischen Kirchengemeinden und Gemeinden. Im Jahre 1951 wurden neun Fälle gezählt, 1952 noch einer. Auch die DDR-Verfassung von 1949 übernahm in Art. 138 I die Institution von Verwaltungsgerichten. Diese Verfassungsnorm wurde aber nicht umgesetzt. Das Gesetz über die weitere Demokratisierung des Aufbaus und der Arbeitsweise der staatlichen Organe in den Ländern der Deutschen Demokratischen Republik führte zur Auflösung der bestehenden Verwaltungsgerichte im August/September 1952.